# Farias Brito (Ceará)
Farias Brito é um município brasileiro, situado na região sul-cearense, mais especificamente na Região Metropolitana do Cariri. Distante 475 km de Fortaleza, capital do estado do Ceará, a cidade desenvolveu-se às margens do rio Cariús. O nome do município era Quixará e foi alterado para Farias Brito em 1953, em uma alusão ao filósofo Raimundo de Farias Brito. A uma altitude média de 320 m, Farias Brito possui 530,540 km² de área e 18.217 habitantes, segundo o Censo Demográfico de 2022.

### Topônimo
O nome primitivo do município era Quixará. Nome de origem indígena, derivado de “quixa” (o que corta), o dicótile “queixada” mais “à” (sufixo, dizendo “composto do”– composto de queixadas; lugar onde abundam esses dicótiles).
Posteriormente o nome do município foi mudado para Farias Brito, em homenagem ao filósofo Raimundo de Farias Brito.

## Geografia
Barreiro do Jorge

### Clima
O clima em Farias Brito é tropical. Chove muito menos no inverno que no verão. Segundo a Köppen e Geiger o clima é classificado como Aw. Farias Brito tem uma temperatura média de 26.0 °C. A média anual de pluviosidade é de 820 mm.
Agosto é o mês mais seco com 4 mm. O mês de maior precipitação é Março, com uma média de 214 mm.
Com uma temperatura média de 27.5 °C, Novembro é o mês mais quente do ano. Ao longo do ano Junho tem uma temperatura média de 24.4 °C. Durante o ano é a temperatura média mais baixa.
Se compararmos o mês mais seco com o mês mais chuvoso verificamos que existe uma diferença de precipitação de 210 mm. As temperaturas médias variam 3.1 °C durante o ano.
| Dados climatológicos para Farias Brito | Dados climatológicos para Farias Brito | Dados climatológicos para Farias Brito | Dados climatológicos para Farias Brito | Dados climatológicos para Farias Brito | Dados climatológicos para Farias Brito | Dados climatológicos para Farias Brito | Dados climatológicos para Farias Brito | Dados climatológicos para Farias Brito | Dados climatológicos para Farias Brito | Dados climatológicos para Farias Brito | Dados climatológicos para Farias Brito | Dados climatológicos para Farias Brito | Dados climatológicos para Farias Brito |
| Mês                                    | Jan                                    | Fev                                    | Mar                                    | Abr                                    | Mai                                    | Jun                                    | Jul                                    | Ago                                    | Set                                    | Out                                    | Nov                                    | Dez                                    | Ano                                    |
| -------------------------------------- | -------------------------------------- | -------------------------------------- | -------------------------------------- | -------------------------------------- | -------------------------------------- | -------------------------------------- | -------------------------------------- | -------------------------------------- | -------------------------------------- | -------------------------------------- | -------------------------------------- | -------------------------------------- | -------------------------------------- |
| Temperatura máxima média (°C)          | 32,2                                   | 31,0                                   | 29,9                                   | 29,4                                   | 29,2                                   | 29,4                                   | 30,0                                   | 31,3                                   | 32,6                                   | 33,4                                   | 33,4                                   | 33,1                                   | 33,4                                   |
| Temperatura média (°C)                 | 26,9                                   | 26,2                                   | 25,5                                   | 25,1                                   | 24,7                                   | 24,4                                   | 24,6                                   | 25,4                                   | 26,5                                   | 27,2                                   | 27,5                                   | 27,5                                   | 25,9                                   |
| Temperatura mínima média (°C)          | 21,7                                   | 21,4                                   | 21,1                                   | 20,9                                   | 20,3                                   | 19,5                                   | 19,2                                   | 19,5                                   | 20,4                                   | 21,1                                   | 21,6                                   | 21,9                                   | 19,2                                   |
| Precipitação (mm)                      | 122                                    | 162                                    | 214                                    | 156                                    | 47                                     | 14                                     | 5                                      | 4                                      | 5                                      | 13                                     | 20                                     | 58                                     | 820                                    |
| Fonte: Climate Data                    |                                        |                                        |                                        |                                        |                                        |                                        |                                        |                                        |                                        |                                        |                                        |                                        |                                        |

### Problemas ambientais
O Rio Cariús encontra-se poluído. A falta de saneamento básico, a ausência de tratamento de esgoto, o desmatamento da mata ciliar, as queimadas, o assoreamento e o despejo de esgoto no leito do rio contribuem para a sua poluição. Desde a sua nascente, no município de Santana do Cariri, passando pelo município de Nova Olinda (Ceará), o rio sofre com a poluição.
A Barragem Enoch Rodrigues (ou Barragem de Quincuncá), no distrito de Quincuncá, também encontra-se bastante poluída.
Enchentes de grandes proporções atingiram o Rio Cariús no município de Farias Brito, alagando casas e estabelecimentos comerciais em 2004.
Incêndios de grandes proporções atingiram vegetação da Serra do Quincuncá e arredores da sede do município em 2012, em 2016.

## Geologia

### Recursos minerais
Entre as cidades de Lavras da Mangabeira e Farias Brito, existem dois garimpos desativados de ouro. No garimpo localizado próximo à Lavras da Mangabeira, a mineralização ocorre como grãos de ouro disseminados em veios de quartzo leitoso com pirita em gnaisses do Complexo Arábia. No garimpo do Sítio Fortuna, a nordeste de Farias Brito, a mineralização de ouro está associada a veios de quartzo piritosos que cortam os xistos da Formação Independência do Grupo Ceará.

## Demografia

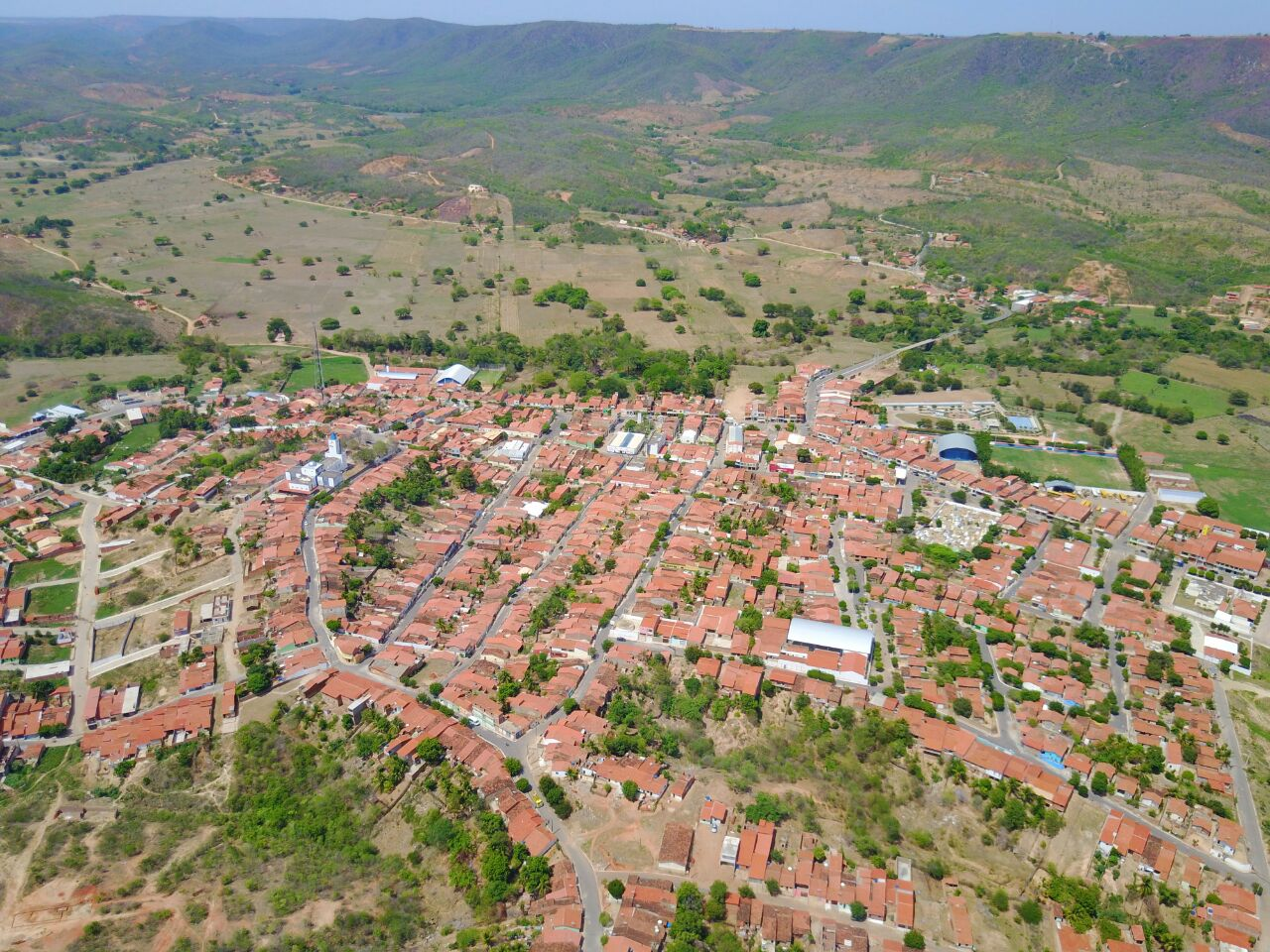
Vista aérea da cidade

### Religiões
O município possui 17.143 residentes católicos e 1.398 evangélicos.

##### Lista de párocos
Antes da criação da Paróquia:
Pe. Inácio Bonfim 1860 / 1865;
Pe. HENRIQUE JOSÉ CAVALCANTE - Construtor da Igreja Matriz - 1867 / 1869;
Pe. João Teixeira de Abreu 1870 / 1896;
Pe. JOAQUIM SÓTHER DE ALENCAR - 1897 / 1914;
Além dos Capelões já enumerados, a Capela foi atendida pelos Padres: Emílio Álvares Cabral, Emídio Lemos, Joaquim Sabino Dantas, Alzir Sampaio e José Correia.
| Nº | Nome                                   | Início                 | Fim                     | Observações                                                                                                  |
| -- | -------------------------------------- | ---------------------- | ----------------------- | --- |
| 1  | Pe. Davi Augusto Moreira               | 16 de abril de 1938    | 05 de abril de 1939     | Decreto de Sua Excelência Revm.ª D. Francisco de Assis Pires, 2º Bispo do Crato, no dia 16 de abril de 1938. |
| 2  | Pe. Aloizio Rocha Barreto              | 05 de abril de 1939    | 03 de setembro de 1939  | Foi nomeado vigário de Quixará por Provisão de D. Francisco de Assis Pires, datada de 5 de abril de 1939.    |
| 3  | Pe. José Ferreira Lôbo                 | 1939                   | 1941                    | [ 12 ] |
| 4  | Cônego Manoel de Araújo Feitosa        | 22 de junho de 1941    | 30 de dezembro de 1945  | [ 12 ] |
| 5  | Pe. Ágio Augusto Moreira               | 30 de dezembro de 1945 | 30 de dezembro de 1948  | [ 12 ] |
| 6  | Pe. Raimundo Nonato Dias do Nascimento | 30 de dezembro de 1948 | 24 de janeiro de 1960   | [ 12 ] |
| 7  | Pe. Orlando Tavares de Araújo          | 24 de janeiro de 1960  | maio de 1967            | [ 12 ] |
| 8  | Pe. Valdemar Fernandes                 | 10 de junho de 1967    | 08 de abril de 1969     | [ 12 ] |
| 9  | Pe. Eugênio Dantas de Medeiros         | 08 de abril de 1969    | 06 de abril de 1970     | [ 12 ] |
| 10 | Pe. José Adauto Alencar                | 06 de abril de 1970    | 19 de fevereiro de 1972 | [ 12 ] |
| 11 | Pe. José Wilton Leite                  | 1972                   | 1984                    | [ 12 ] |
| 12 | Pe. José Valdênio de Andrade Arraes    | 1984                   | 1988                    | [ 12 ] |
| 13 | Pe. José Coringa                       | 30 de janeiro de 1988  | 05 de outubro de 2011   | [ 12 ] |

#### Pontal do Padre Cícero

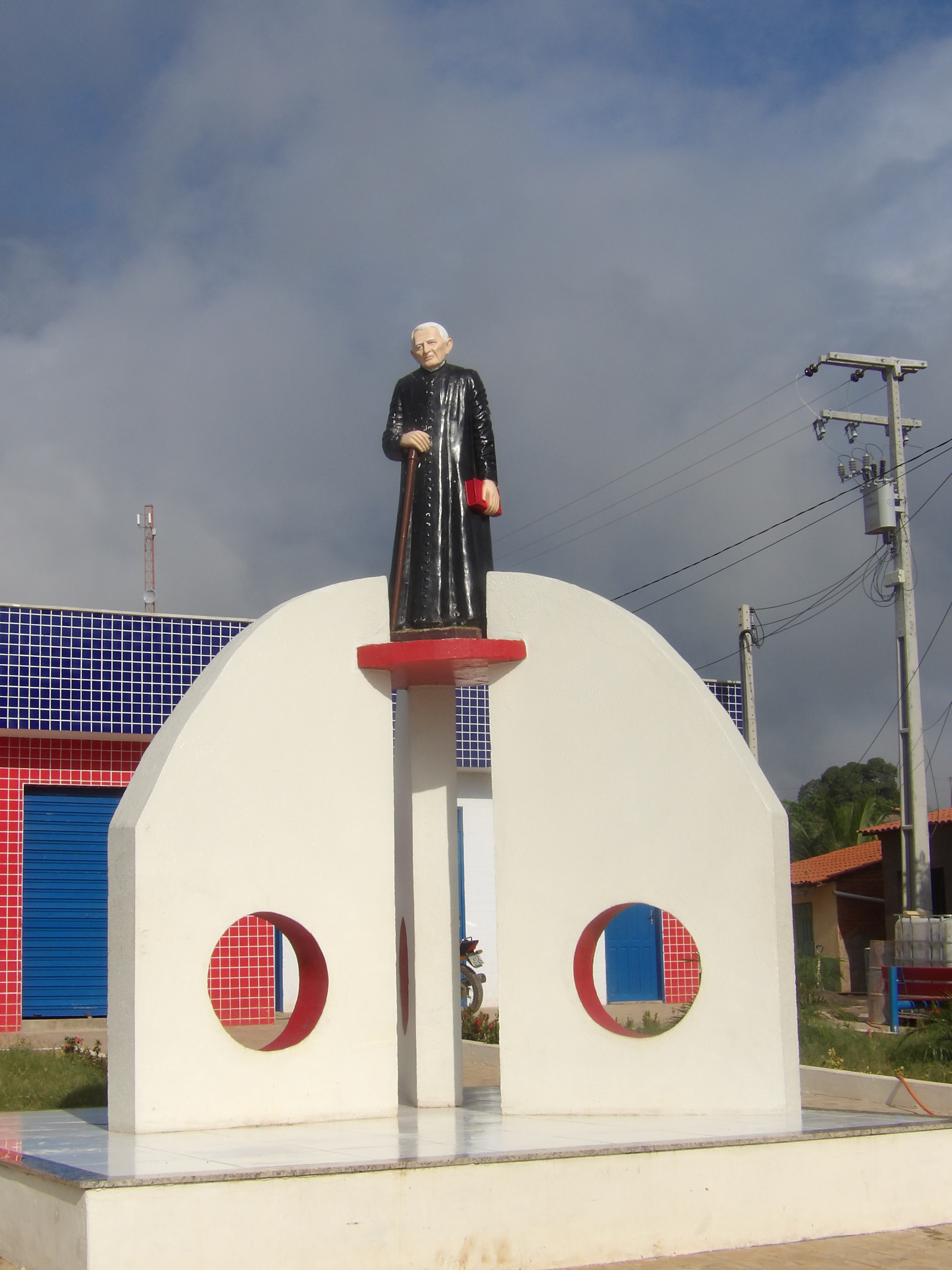
Estátua do Padre Cicero no Pontal do Padre Cícero

O Pontal do Padre Cícero, como passou a ser conhecido o local, é um mirante na Serra do Quincuncá, distante apenas 4 km do centro urbano da cidade. O lugar é lindo. A vista do Vale do Cariri é encantadora.
No final da década de 1970, o alto da ladeira recebeu uma estátua encomendada pelo ex-prefeito João Antero da Silva, transformando-se em local de festivas romarias, ocorridas sempre no dia 20 de cada mês, dia da morte do Padre Cícero. Nessas manifestações de fé, muitos romeiros chegavam entoando benditos, enquanto outros acendiam velas ou queimavam fogos que eram ouvidos de localidades bem distantes.
Já na década de 1980, ocorreram também missas celebradas pelo então vigário de Farias Brito, padre José Wilton Leite. O espaço utilizado pelos devotos ficava repleto de gente, caminhonetes e caminhões.
A partir da chegada do padre Adalmiran Vasconcelos à paróquia de Nossa Senhora da Imaculada Conceição a participação dos católicos nas celebrações litúrgicas cresceu significativamente. Não tardou para que o sacerdote percebesse a importância das peregrinações quase que diária à serra. Desde 2013, missas passaram a ser celebradas regularmente no dia 20 de cada mês, em homenagem ao Padre Cícero que morreu no dia 20 de julho de 1934.
Lenda
A escolha do local para erguer a estátua tem uma suposta origem mística, relacionada com a lenda da Pedra da Batateira, uma maldição que teria sido deixada pelos índios cariris. Segundo ela, um dia a Pedra da Batateira será deslocada e o Cariri será inundado pelas águas que jorram da fonte.
No início do século XX, o Padre Cícero foi à Serra do Quincuncá, atendendo a um convite de moradores do povoado de Araticum, hoje Quincuncá. O motivo dessa visita sacerdotal era escolher e benzer o terreno do futuro cemitério local.
Voltando ao Araticum, Padre Cícero teria parado no alto da ladeira para descansar um pouco e, refletindo sobre a geografia da região, concluiu algo importante. Uma vez afundada a Pedra da Batateira e inundadas todas as áreas baixas, a Colina do Horto, mais tarde transformada em santuário religioso de Juazeiro do Norte, seria um bom porto. Já a Serra do Quincuncá, no município de Farias Brito, seria outro.

## Cultura

### Lista de equipamentos culturais
- Associação Cultural Curumins do Sertão[15]
- Banda de Música Municipal Padre David Moreira
- Casa de Cultura e Saberes Rosemberg Cariry[16]